# Coelorinchus kishinouyei
Coelorinchus kishinouyei es una especie de pez de la familia Macrouridae en el orden de los Gadiformes.

## Morfología
Los machos pueden llegar alcanzar los 36 cm de longitud total.

## Alimentación
Come principalmente poliquetos, en menor importancia, crustáceos.

## Distribución y hábitat
Se encuentra en el mar de la China Oriental, desde el sur del Japón hasta Taiwán. Es un pez de aguas profundas, de comportamiento demersal, que vive entre 200-600 m de profundidad.